# 루이지애나 매입

루이지애나 매입과 영토 확장

루이지애나 매입(Louisiana Purchase, Vente de la Louisia)은 1803년에 미국 정부가 프랑스로부터 2,147,000 km2의 루이지애나 영토를 1500만달러에 사들였던 사건으로 '미국 역사상 가장 현명했던 구매' 중 하나다. 미국은 6,000만 프랑($11,250,000)에 채무 변제로 1800만 프랑($3,750,00) 을 해서 모두 1,500만 달러에 루이지애나 영토를 구매했다.
프렌치 인디언 전쟁으로 루이지애나의 소유권이 1763년에 프랑스에서 스페인으로 넘어갔으나, 1800년에 나폴레옹이 되찾아 온다. 농산물 수송에 있어서 미시시피 강의 운항권이 절대적으로 필요했던 미국은 1795년 스페인과 맺은 핑크니 조약을 통해 운항권과 뉴올리언스의 기항권을 확보했었다. 그러나 또 한번 주인이 바뀌는 바람에 입장이 난처해지자 뉴올리언스 매입과 미시시피 강의 운항권 확보를 위해 프랑스와 협의 해야만 했다.
아이티 점령 실패를 계기로 루이지애나에 식민지 제국 건설을 포기한 나폴레옹은 미국 협상단에게 뉴올리언스 뿐만 아니라 루이지애나 전체에 대한 매입을 제안하였다. 예상치 못한 제안에 놀란 미국 협상단은 매입가부에 대한 법적인 결정권이 없음에도 불구하고 1803년 4월에 매매 계약을 성사시킴으로 당시 미국 영토는 하루아침에 두배로 넓어지게 되었다. 이 사건으로 인해 미국은 본격적인 서부개척 시대로 돌입하게 되었다.

## 배경

### 프렌치 인디언 전쟁
오스트리아 왕위계승전쟁 때 프로이센에게 빼앗긴 슐레지엔을 되찾기 위하여 합스부르크 가문이 프랑스, 러시아와 동맹을 맺고 전쟁을 준비하자 영국과 동맹을 맺은 프로이센이 오스트리아를 선제 공격하며 7년 전쟁이 발발했다. 전쟁에는 유럽의 강대국들 다수가 참여하였고 인도등 해외에서도 식민지 쟁탈전이 벌어지며 확전의 양상을 띠었다. 북미 대륙에서 오하이오강 주변의 인디언 영토를 둘러싸고 일어난 영국과 프랑스간 전쟁에서는 프랑스가 패배하고 말았다. 전쟁의 결과, 1763년 2월에 체결된 파리 조약에 따라 프랑스는 미시시피강 서쪽의 루이지애나를 동맹국 스페인에 할양했는데, 이는 스페인이 패전으로 플로리다를 영국에 할양한 대가였다.

### 나폴레옹의 야망
제1통령에 오른 나폴레옹은 북미대륙에 프랑스 식민지 제국을 건설하려는 야망을 가지고 있었다. 1800년 10월에는 스페인과 비밀리에 산일데폰소 조약을 체결하여 루이지애나를 양도 받았다. 북미에 프랑스가 진출하게 되면 영국을 견제할 수 있게되어 남미에 있는 스페인의 식민지 보호와 통치에 도움이 될것이라는 논리를 펼치며 스페인을 설득했다. 루이지애나 대신에 스페인에게는 이탈리아의 투스카니 지역을 내주었다. 또한 유사전쟁(Quasi war)을 치루며 그간 불편한 관계를 유지하던 미국과는 같은해 9월에 몰토퐁텐 조약을 맺어 이미 화해를 했다.
1단계 작업을 순조로히 마친 나폴레옹은 1801년 11월에 3만여명의 원정대를 아이티에 파견하여 반란진압을 시도하였다. 아이티는 1795년 바젤조약을 통해 스페인으로부터 양도받은 프랑스의 식민지였다. 그런데 흑인 노예들이 반란을 일으켜 1801년에 독립을 선언하였다. 설탕과 커피를 공급하는 중요한 식민지의 반란을 묵고할 수는 없었다. 프랑스의 원정초기 활동은 순조로운 편이었으나 1803년 11월에 아이티 점령을 포기하고 철수했다. 현지인들의 강한 저항도 문제였지만 황열병으로 인해 프랑스 군은 거의 전멸하다시피 했는데 영국해군이 강력한 해상봉쇄 작전을 펼치자 추가 파병 조차 어렵게 되었기 때문이었다.

### 제퍼슨의 고민
미국 남부에서 생산되는 풍부한 농산물은 미시시피 강을 통하여 운반하였다. 원만한 물류 수송을 위하여 미국은 1795년에 스페인과 핑크니 조약을 맺어 미시시피의 운항권과 뉴올리언스에 기항권(무관세 선적권 포함)을 보장받은바가 있었다. 그런데 1800년에 루이지애나의 소유권이 프랑스로 바뀌었다는 소식을 접한 제퍼슨 대통령은 고민에 빠졌다. 이런 제퍼슨의 염려는 현실이 되었다. 1802년 나폴레옹은 루이지애나 현지 스페인 총독을 통해 미국배들의 무관세 선적권을 제한하는 법령을 발표하였다. 이로 인해 농민들의 불만이 쌓여가자 미국의 제퍼슨 대통령은 의회를 설득하여 뉴올리언즈 매입 추진에 동의를 얻어냈다. 나폴레옹과 협상을 하기 위한 사절단 대표에는 제임스 먼로가 선정되어 파리로 파견되었다.

## 매입 과정

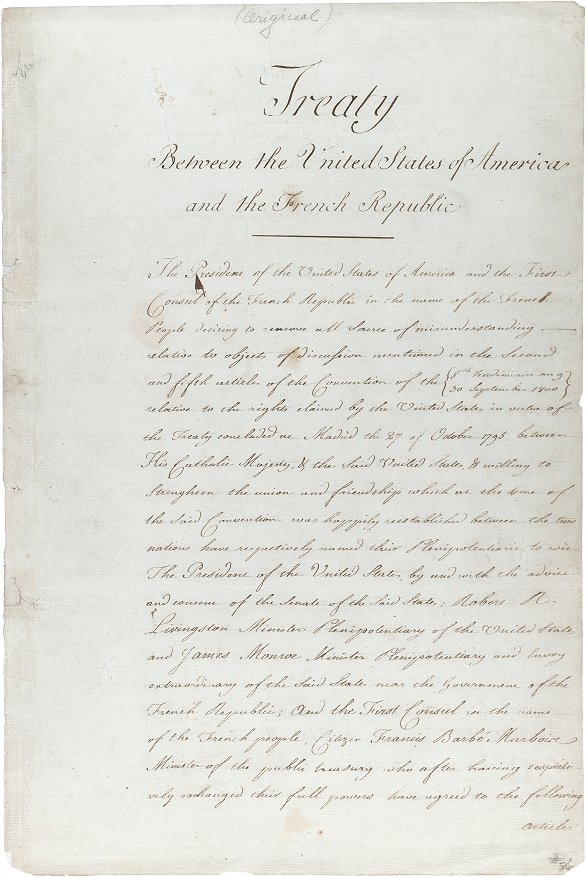
루이지애나 매입의 조약 원문

나폴레옹의 야망은 카리브해의 아이티에서 일어난 반란 진압하는 실패하면서 좌절되었다. 루이지애나와 아이티 처리 문제 때문에 고심하던 중에 미국 사절단에게 뜻밖에 제안을 하였다. 뉴올리언스만이 아니라 루이지애나 전체를 매입하라는 것이었다. 전혀 예상치 못했던 제안을 들은 먼로와 프랑스 대사인 리빙스턴은 고민하였다. 의회 승인 없이 사절단이 단독으로 결정할 만한 사항이 아니었기 때문이었다. 결정에 관한 법적인 근거는 없었으나 가격협상에 들어갔다. 최종적으로 협상된 가격은 1,500만 달러였고 매매계약은 1803년 4월 30일 체결되었다. 사절단이 귀국후 국내에서 많은 논란이 있었으나 루이지애나 매입은 의회로부터 승인되었다.
루이지애나는 한반도의 10배나 되는 거대한 땅으로, 212만km2에 달한다. 매입 당시 1,500만 달러가 전체 땅을 위한 가격이었는데, 1km2당 단돈 7달러에 불과한 가격이었다고 한다. 그렇게 한반도의 10배나 되는 엄청난 땅이 인류 역사상 가장 황당하게 팔려나갔고, 이 루이지애나를 계기로 본격적인 미국의 서부 개척 시대가 시작된다.

## 논란
루이지애나 매입은 의회와 상의 없이 결정되었기 때문에 당시에 큰 논란이 발생하였다. 그러나 당시 미국 대통령 토머스 제퍼슨의 설득으로 결국 의회는 루이지애나 매입을 승인하였고, 그렇게 루이지애나는 미국 땅이 되었다.

## 영향
미국은 루이지애나 매입으로 인해 서부 개척의 발판이 되었으며, 영토가 늘어나게 되어 서부 지역에 더 많은 주를 설치할 수 있게 되었다. 또한 미국 남부지역의 농민들이 플랜테이션 농지를 증강시키는데 영향을 끼쳤다.
당시 미국 대통령 토머스 제퍼슨은 이 영토를 사들인 이후 통치를 하기 위해 각종 정보를 얻고자 서부 탐험대를 조직하여 파견하기도 하였다.

## 그 이후 200주년
2003년 루이지애나 매입 200주년을 맞아 이에 맞춰 다양한 기념 행사가 열렸다.
하지만 자크 시라크 프랑스 대통령과 조지 W 부시 미국 대통령은 이라크 전쟁을 둘러싸고 첨예하게 대립하고 있었기 때문에, 이를 이유로 양국 대통령은 불참하였다.

## 같이 보기
- 알래스카 매매
- 프랑스의 식민지 목록